# Herbert Southworth
Herbert Rutledge Southworth, né le 6 février 1908 à Canton, dans l'Oklahoma, et mort le 30 octobre 1999 en France, est un journaliste, un pamphletaire et un historien spécialiste de la guerre d'Espagne et du franquisme. 

## Biographie
Il a étudié l'histoire, et notamment l'histoire de l'Espagne, à l'Université Texas Tech de Lubbock, au Texas.
Il a ensuite obtenu un master à l'Université Columbia de New York.
Lorsque la guerre civile espagnole éclate, Southworth est critique de livres sur le conflit pour le Washington Post, ses articles le portent à l'attention de l'ambassadeur de la République espagnole, qui lui demande alors de travailler pour le bureau d'information espagnol. Il y écrit maints articles et pamphlets, y compris Mein Kampf de Franco. Pendant ce temps, il se lie avec la correspondante de guerre Jay Allen. Après la fin de la guerre, tous les deux continuèrent à travailler pour le très controversé premier ministre de la République espagnole en exil Juan Negrín.
Peu de temps après Pearl Harbor, Herbert est recruté par le Bureau américain de l'information de guerre. En 1943, il est envoyé en Algérie pour travailler pour le Bureau de la guerre psychologique. En raison de sa connaissance de la situation espagnole, il est affecté à Rabat au Maroc pour diriger émissions en langue espagnole en direction de l'Espagne de Franco.
Sur les conseils de son épouse française, Suzanne Maury, il achète du matériel radio excédentaire de l'armée américaine avec lequel il fonde Radio Tanger. Pendant ce temps, il s'est rendu régulièrement en Espagne à la recherche de matériel pour ce qui allait devenir une des plus grandes collections de livres et de brochures sur la guerre civile espagnole.
La station de radio est nationalisée par le gouvernement marocain en 1960. Herbert et Suzanne s'installent à Paris. Lors d'une manifestation de gauche, il est battu par des policiers ce qui l'incite à quitter la capitale. En 1962, lui et Suzanne achètent le château de Puy à Villedieu-sur-Indre. Il écrit une série de livres sur la guerre d'Espagne. Ses travaux auraient poussé le ministère de l'information espagnol, sous la dictature franquiste, à consacrer les efforts d'un service entier pour contrer leur effet négatif sur la propagande du régime.
Sa thèse sur Guernica soutenue en 1975 lui acquiert un début de reconnaissance académique tardive pour ses travaux dans son propre pays.
Selon Paul Preston, « Herbert n'a jamais été complètement bienvenu dans la communauté universitaire américaine en raison de sa subversion invétérée et son humour espiègle », plus sévère Arnaud Imatz le perçoit davantage comme un « journaliste et polémiste d'extrême-gauche» qu'un historien.

## Travaux
- La Destruction de Guernica, Ruedo Ibérico, Paris, 1975.
- Le mythe de la croisade de Franco, Ruedo Ibérico, 1964.